# Тролчета: Бандата се събира
„Тролчета: Бандата се събира“ (на английски: Trolls Band Together) е американска компютърна анимация от 2023 година, продуцирана от Дриймуъркс Анимейшън и разпространена от Юнивърсъл Пикчърс, базиран е на куклите Good Luck Trolls от Томас Дам. Филмът е продължение на „Тролчета: Турнето“ (2020) и третият филм от поредицата „Тролчета“. Режисьор е Уолт Дорн, сърежисьор е Тим Хийц, а сценарият е на Джонатан Ейбъл, Глен Бъргър и Елизабет Трипет. Анна Кендрик, Джъстин Тимбърлейк, Зоуи Дешанел, Кристофър Минц-Плас, Икона Поп, Андерсън Паак, Рон Фънчес, Кинън Томпсън, Кунал Наяр и Дорн повтарят съответните си роли в предишните филми, а новодошлите Ерик Андре, Кид Къди, Давид Дигс, Трой Сиван, Камила Кабейо, Ейми Шумър, Андрю Ранелс, Рупол и Зося Мамет се присъединяват към озвучаващия състав.
Освен че е предимно компютърна анимация, филмът използва някои анимационни сцени в 2D, с анимационни сцени, вдъховени от „Фантазия“ (1940) и „Жълтата подводница“ (1968). Тиодор Шапиро, който преди композира музиката за „Тролчета: Турнето“ (2020), композира музиката и за този филм.
Премиерата на филма излиза по кината в Аржентина и Дания на 12 октомври 2023 г. и във Великобритания на 20 октомври 2023 г., и излиза в САЩ на 17 ноември 2023 г.

## Актьорски състав
- Анна Кендрик – Кралица Попи
- Джъстин Тимбърлейк – Клон
- Камила Кабейо – Вива, изгубената сестра на Попи[2]
- Ерик Андре – Джон Дори, един от братята на Клон
- Кид Къди – Клей, един от братята на Клон
- Трой Сиван – Флойд, един от братята на Клон
- Давид Дигс – Спрус, един от братята на Клон
- Андрю Ранелс – Кашмир, един от злодеите във филма, който отвлича Флойд от подла цел.
- Ейми Шумър – Коприна, един от злодеите във филма, който отвлича Флойд от подла цел.
- Зося Мамет – Кримп
- Рупол – Мис Максин
- Зоуи Дешанел – Бриджит
- Кристофър-Минц Плас – Крал Грисъл
- Икона Поп – Сатен и Шанел
- Андерсън Паак – Принц Д
- Рон Фънчес – Купър
- Кинън Томпсън – Малък Блясъчко
- Кунал Наяр – Блясъчко

## В България
В България филмът излиза по кината на 27 октомври 2023 г. от „Форум Филм България“ на 2D и 3D.